# Donald II
Donald II, (ur. ?, zm. 900) – król Szkotów w latach 889–900.
Syn króla Konstantyna I. Przejął władzę po śmierci Girica. Podczas jego panowania Szkocję najechali Normanowie, których pokonał w bitwie pod Innisibsolian. Niejasne są do końca okoliczności jego śmierci w roku 900. Część źródeł twierdzi, że zginął zabity w Opidum Fother (obecne Dunnottar), natomiast część, że umarł zniedołężniały podczas kampanii przeciwko szkockim góralom. W czasie jego panowania królestwo Strathclyde pozostawało pod bezpośrednią szkocką kontrolą.